# Altocumulus

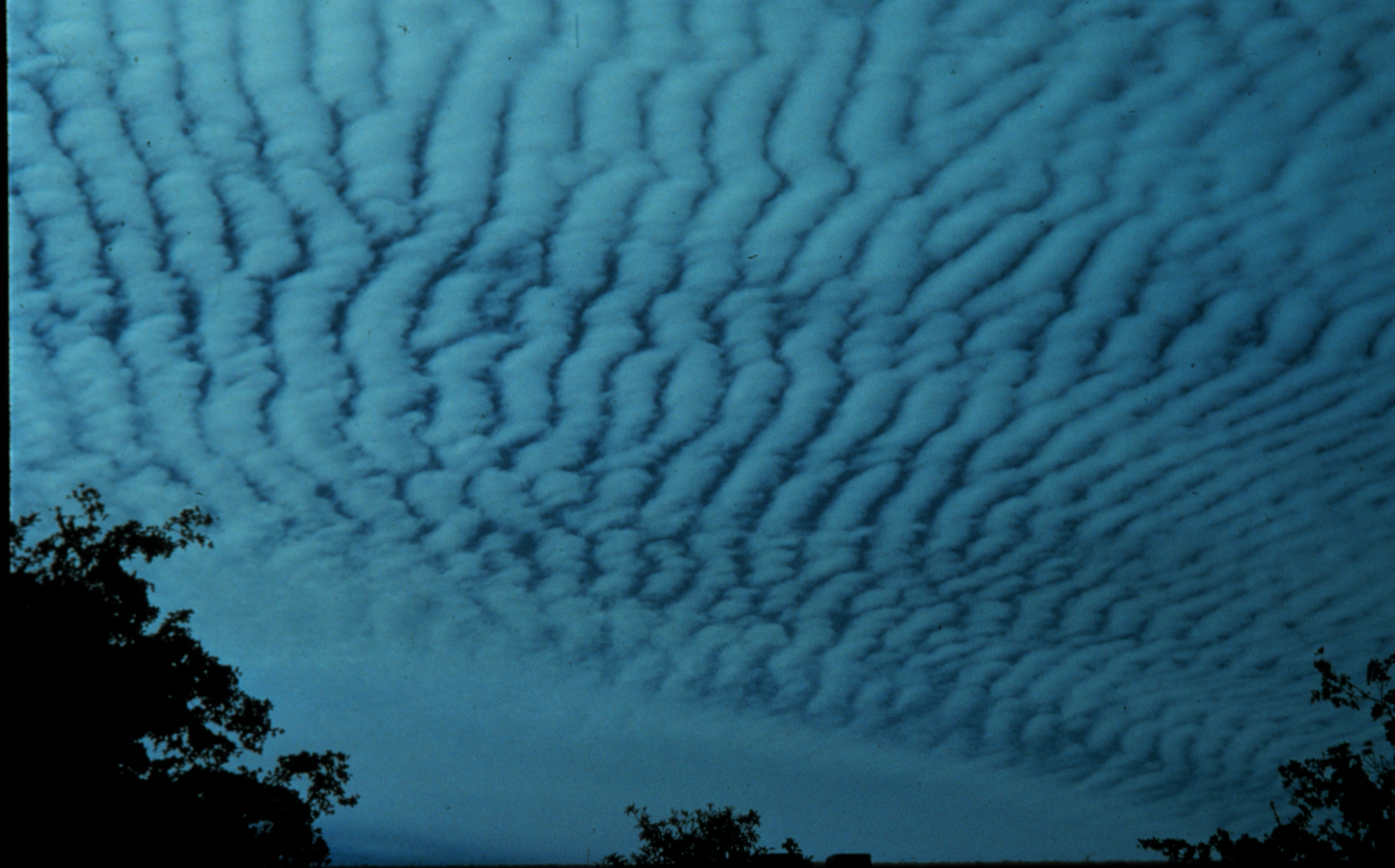
Altocumulus felhő, bordás szerkezettel

Altocumulus, párnafelhő (nemzetközi jele: Ac). Középmagas szintű gomolyfelhő.
Legtöbbször szürke vagy fehér leplet vagy réteget alkot, amelyet szabályos elrendezésű gomolyok alkotnak, de előfordulhat, hogy egymással párhuzamos felhőbordákból áll. Alsó részük általában sötét, árnyékban van. Magassága általában 2500-4000 méter, gyakran hidegfront előtt látható.
Az altocumulusok általában apró vízcseppekből állnak. Ebből az következik, hogy nagyobb elemei alig átlátszóak, és az elkülönülő elemek körvonala éles. Nagyon alacsony hőmérsékleten jégkristályok is kialakulhatnak benne. Ha a továbbiakban a cseppecskék elpárolognak, a felhő anyaga teljes egészében jéggé alakulhat, és nagyobb elemei elvesztik éles körvonalaikat. Az altocumulus felhők vékonyabb részein gyakran irizálást, vagyis a napkorong (esetleg holdkorong) körül szivárványszínű fényjelenséget figyelhetünk meg, amit az apró vízcseppecskéken megtörő fény hoz létre. A jelenség olyankor lép fel, amikor a felhő építőanyaga igen parányi és egynemű részecskékből áll.

## Változatai
- Altocumulus translucidus, – áttetsző középmagas gomolyfelhő. Olyan altocumulus takaró, amelynek a legnagyobb része elég áttetsző ahhoz, hogy a Nap vagy a Hold helyét megállapíthassuk. Ez a változat gyakran a stratiformis (rétegszerű) és lenticularis (lencse alakú) fajtákon belül jelenik meg
- Altocumulus translucidus stratocumulomutatus, – áttetsző középmagas gomolyfelhő, amely réteges gomolyfelhő felbomlása útján alakult ki. A réteges gomolyfelhő tovább vékonyodik, és már csak a magasabb részei maradtak meg, átalakult áttetsző középmagas gomolyfelhővé.
- Altocumulus stratiformis, – rétegszerű középmagas gomolyfelhő

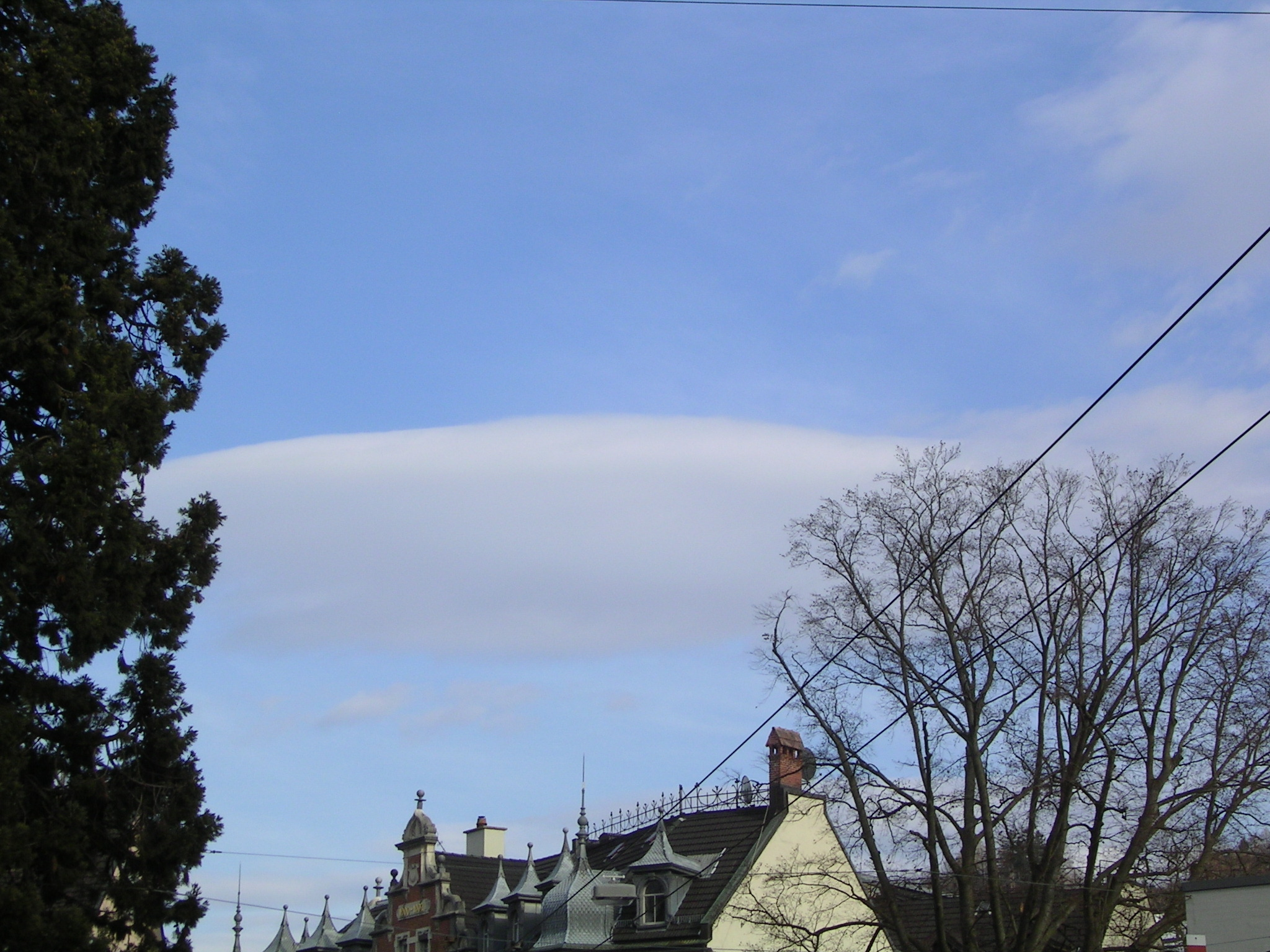
Altocumulus lenticularis Svájcban, St. Gallenben, 2005. április elején

- Altocumulus stratiformis lenticularis, – az esőt hozó front elvonulása után a felhőzet felszakadozik, a légnyomás egyenletesen és tartósan emelkedik. A front mögött a leszálló légmozgások veszik át az uralmat, ezek legömbölyítik, legyalulják a felhők szegélyét. A középmagas gomolyfelhőpadok egymástól meglehetősen eltávolodtak, közöttük jókora rések, hézagok nyílnak, amelyeken át előtűnik az ég kékje. Az erősen szétterülő, lapos felhő formák itt-ott lencse alakot öltenek (lenticularis). Ez a felhő típus tehát az időjárás határozott javulását jelzi. A felhőrések között előbukkanó ég tiszta, nincs rajta más, egymás fölött elhelyezkedő felhőtípus. Ez arra utal, hogy a magasban is leszálló légmozgás uralkodik, ezért a közeli napokban tartósan száraz, napos idő várható. A hidegfront mögötti hideg levegőben a leszálló légmozgások a jellemzőek.
- Altocumulus cumulogerutus (vesperalis), – középmagas alkonyati gomoly, amely a gomolyfelhők szétterüléséből jött létre. A késő délutáni, kora esti órákra a nappali gomolyképződés „leáll”, a gomolyok szétfoszlanak, újak nem keletkeznek. A napközben feltornyosodó gomolyfelhők azonban a magasban szétterülve jelentős középmagas felhőzetet hoztak létre. Ezek mint maradványfelhők tovább megmaradnak, és naplementekor változatos színhatásokat alkotnak. A régebbi felhőosztályozás ezeket a felhőket alkonyati felhőknek (vesperalis) nevezte. Az újabb felhőosztályozásban ez az elnevezés már nem szerepel.
- Altocumulus duplicatus, – kétrétegű, középmagas gomolyfelhő. Az altocumulus kialakulásának kezdeti stádiumában gyakran kis horizontális kiterjedésű, viszonylag sima felhő. Ezután indul meg a felhő feloszlása ritmikusan elhelyezkedő kis elemekre, amelyek lemezes vagy mozaikszerű alakzatot mutatnak. Az altocumulus gyakran lép fel egyidejűleg különböző magasságú rétegekben (duplicatus), és sokszor kíséri altostratus. Az utóbbi esetben a levegő gyakran homályossá válik az altocumulus takaró alatt, vagy az ezt alkotó elemek között.